# Kenny Dino
Kenny Dino (* 12. Februar 1942 in New York; † 10. Dezember 2009) war ein US-amerikanischer Sänger.

## Leben
Kenny Dino (geboren als Kenneth J. Diono) wuchs in New York City mit vier Geschwistern auf. Nach dem High-School-Abschluss absolvierte er ab 1958 einen zweijährigen Militärdienst bei der US-Navy. Im Jahr 1961 erhielt er einen Plattenvertrag und konnte mit dem Song Your ma said you cried in your sleep last night seinen einzigen Chart Hit platzieren.

## Diskografie
- 1961: Just Wait And See
- 1961: Your Ma Said You Cried In Your Sleep Last Night, (US Platz 24)
- 1662: Rosie, Why Do You Wear My Ring
- 1962: What Good Are Dreams
- 1963: Heartless Moon
- 1963: I Wanna Know
- 1964: You Had Your Chance
- 1964: Betty Jean